# اسم حورس

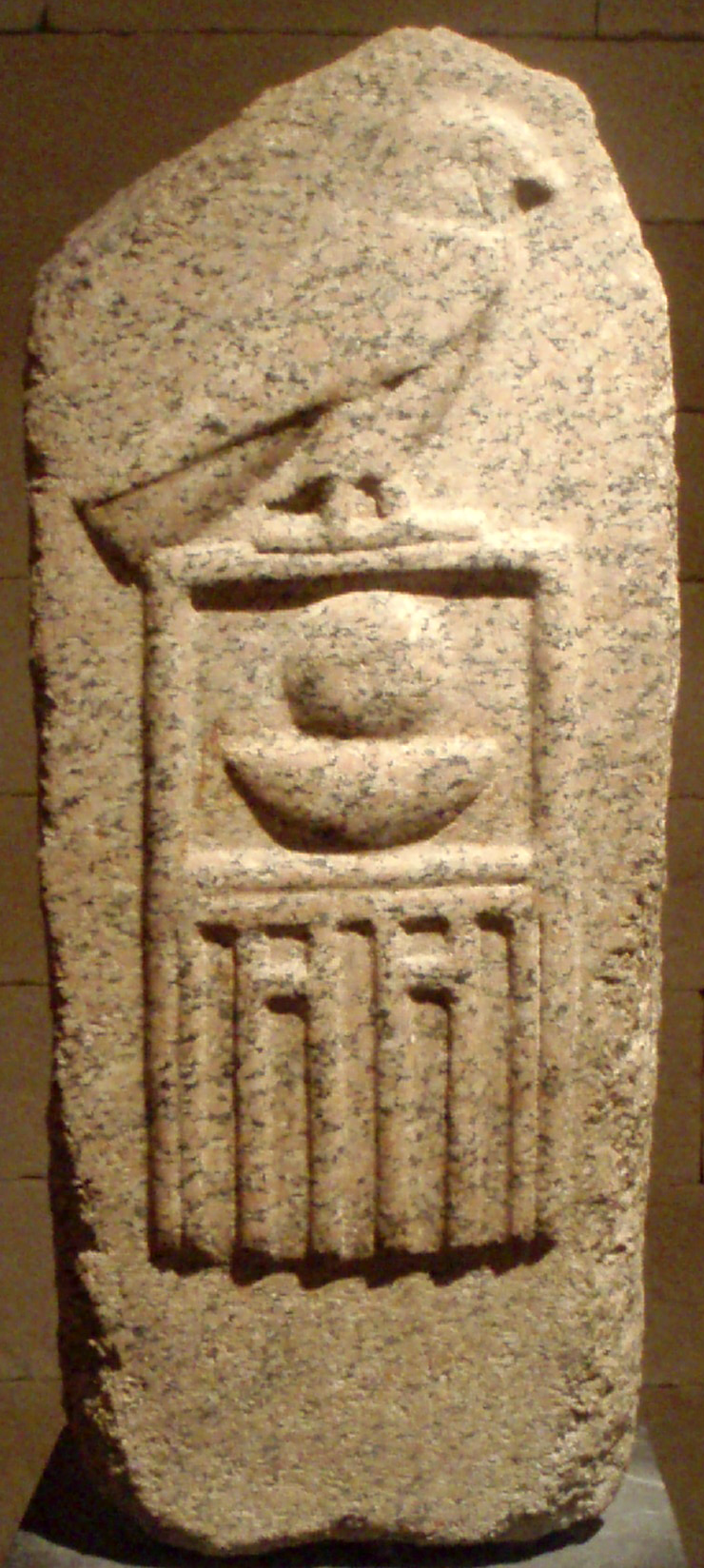
اسم حورس لفرعون "نب رع" مكتوبا داخل سيرخ; متحف متروبوليتان،نيويورك.

اِسْمُ حُورَسِ هو أقدم لقب من الألقاب الملكية المصرية القديمة للفرعون. تاريخيًا بدأ اسم حورس -كلقب للفرعون- في الظهور قبل عصر الأسرات في مصر، وظل اللقب الوحيد للفرعون حتى الأسرة الثانية ثم لُقِّبَ بِألقابٍ أخرى بجانبه ابتداءً من الأسرة الرابعة حتى اكتملوا فكان للفرعون خمسة ألقاب يتقلدها حين اعتلائه العرش.
أساس هذا الاسم هو اعتقاد قدماء المصريين أن الفرعون يُمثِّلُ الإلهَ الصقر حورس خلال فترة حياته في حكم الأرض، وظل الملك مقترنًا بأسطورة أوزوريس منذ الدولة القديمة (انظر سِرخ أو سيرخ).

## طريقة كتابته
يكتب اسم الفرعون داخل «سيرخ» مكون من برواز مستطيل يُتَوِّجُهُ صقر حورس. الجزء السفلي من البرواز مشكل في هيئة واجهة لقصر الفرعون، وأما المربع الذي يكتب بداخله اسم فرعون فيمثل بهو القصر.
ويشير اسم حورس إلى الفرعون الذي يعتلي منزلة حورس كحاكم للأرض.
منذ منتوحتب الثاني قل استخدام اسم حورس في الكتابات الرسمية وغلب استخدام اسم التتويج للملك. ظل اسم حورس كواحد من خمسة ألقاب كان يتقلدها الفرعون حتى انطونيوس بيوس من العصر الروماني (138 إلى 161 بعد الميلاد).

### مثال اسم حورس لفرعونتحتمس الثاني
| O33 |

|                |     |     |         |
| \| \| \| \| \| |     |     |         |
|                |     |     |         |
| E1 · D40       | F12 | S29 | F9 · F9 |

| E1 · D40 | F12 | S29 | F9 · F9 |

|                |     |     |         |
| \| \| \| \| \| |     |     |         |
|                |     |     |         |
| E1 · D40       | F12 | S29 | F9 · F9 |

| E1 · D40 | F12 | S29 | F9 · F9 |

| G5 |

كا نخت اوسر بحتي 
 K3-nḫt-wsr-pḥtj 
 الروح العظيمة، قوي السلطة.

## اقرأ أيضا
- اسم شخصي (فرعون)
- اسم تتويج
- اسم نبتي
- اسم ذهبي
- ألقاب ملكية مصرية قديمة
- مانيتو
- فرعون
- سيرخ